# 더 킹 오브 파이터즈 '98
《더 킹 오브 파이터즈 '98》(The King of Fighters '98, 약칭 KOF '98)는 SNK가 제작한 아케이드 대전 격투 게임이다. 1998년에 네오지오 플랫폼으로 발매됐으며, 《더 킹 오브 파이터즈》 시리즈의 다섯 번째 작품이다. 전작에서 오로치 사가 이야기가 막이 내린 후, '드림 매치'라는 주제 하에 《KOF '94》부터 《KOF '97》까지 등장했던 인물들을 전부 등장시킨 것이 특징이다. 일본판 부제는 '드림 매치 네버 엔즈 (Dream Match Never Ends)', 서양판은 '난타전 (The Slugfest)'이다.
처음 네오지오 출시 이후 네오지오 CD, 플레이스테이션 및 드림캐스트로 이식판이 발매됐다. 2008년에는 출연진이 더욱 늘어나고 게임플레이 균형을 조절한 리메이크 《더 킹 오브 파이터즈 '98 얼티밋 매치》가 아케이드 플랫폼과 플레이스테이션 2으로 제작됐다.

## 게임플레이
전체적인 게임 시스템은 전작 《더 킹 오브 파이터즈 '97》과 대개 동일하다. 매치 시작 전에 두 가지 플레이 스타일, '어드밴스드 모드'와 '엑스트라 모드'를 선택할 수 있는데, 이 때 어드밴스드 모드에서 기폭 상태에서 초필살기를 쓰면 평소 상태로 바로 돌아오는 것으로 조정됐다. 또한 한 라운드에서 패배한 플레이어에게 기 스톡의 최대 게이지를 늘려 주는 어드밴티지 시스템이 추가됐다. 어드밴스드 모드의 경우 다음 라운드에 채울 수 있는 최대기가 하나 증가하고, 엑스트라 모드의 경우 파워 게이지를 채우는 시간이 짧아지며 MAX 초필살기를 사용할 수 있는 최대체력잔량이 늘어난다.
전작에서 어드밴스드 모드 사용시 인물관계에 따라 기를 받는 수가 달라지는 시스템이 대폭 축소되어 경기에 주는 페널티가 감소했으며, 네오지오 BIOS에 따라 인물관계가 매일 임의로 바뀌는 것으로 변경됐다.

## 등장인물
《더 킹 오브 파이터즈 '98》는 이야기에 따른 생사여부와 상관없이 《KOF '94》부터 《KOF '97》까지 전부 아울러 등장한 인물들을 출연시킨 것이 주요특징이다. 스토리가 없는 게임 특성상 이전에 사망했던 루갈 번스타인도 조종가능한 캐릭터로 등장하며, 《KOF '95》에서 보였던 개조인간 오메가 루갈이 싱글플레이 캠페인의 최종보스로 등장한다.
| 일본 팀                                         | 아랑전설 팀                               | 용호의 권 팀                                    | 이카리 워리어즈 팀                        | 기타                          |
| ----------------------------------------------- | ----------------------------------------- | ----------------------------------------------- | ----------------------------------------- | ----------------------------- |
| - 쿠사나기 쿄 - 니카이도 베니마루 - 다이몬 고로 | - 테리 보가드 - 앤디 보가드 - 조 히가시   | - 료 사카자키 - 로버트 가르시아 - 유리 사카자키 | - 클락 스틸 - 랄프 존스 - 레오나 하이데른 | - 루갈 번스타인 - 야부키 신고 |
| 여성 격투가 팀                                  | 한국 팀                                   | 뉴 페이스 팀                                    | '97 스페셜 팀                             | - 루갈 번스타인 - 야부키 신고 |
| - 카구라 치즈루 - 킹 - 시라누이 마이            | - 김갑환 - 장거한 - 최번개                | - 크리스 - 셸미 - 나나카세 야시로               | - 야마자키 류지 - 블루 마리 - 빌리 칸     | - 루갈 번스타인 - 야부키 신고 |
| 사이코 솔저 팀                                  | 아메리칸 스포츠 팀                        | 야가미 팀                                       | 마스터 팀                                 | - 루갈 번스타인 - 야부키 신고 |
| - 아사미야 아테나 - 시이 켄수 - 친 겐사이       | - 헤비 D! - 럭키 글로버 - 브라이언 배틀러 | - 야가미 이오리 - 매츄어 - 바이스               | - 하이데른 - 타쿠마 사카자키 - 친 겐사이  | - 루갈 번스타인 - 야부키 신고 |

1. 1 2 3 4 5 6 7 8 9  1P 스타트 버튼을 누른 상태로 선택하면 같은 그래픽을 사용하나 사용 기술이 다른(쿄의 경우 황물기/독물기->어둠 쫓기) EX 캐릭터 선택 가능.
2. ↑  《더 킹 오브 파이터즈 '95》에서 데뷔한 '오메가 루갈'이 별개로 일인용 모드의 최종보스로 등장. 콘솔 버전에서는 1P 스타트 버튼을 누른 상태로 고르면 선택 가능.

히든 캐릭터로는 다음과 같다. 선택법은 스타트 버튼을 누른 채로 선택하는 것으로 통일되었다. 대부분 장풍을 사용하는 것이 가능해지는 대신 필살기가 몇 개 빠져있다.
- 일본팀

- KOF 95 쿠사나기 쿄

- 아랑전설 팀

- 아랑전설 3 테리 보가드
- 아랑전설 3 앤디 보가드
- 아랑전설 3 죠 히가시

- 용호의권 팀

- 용호의권 2 료 사카자키
- 용호의권 2 로버트 가르시아
- 용호의권 2 유리 사카자키

- 여성 격투가 팀

- 아랑전설 3 시라누이 마이

- 97 스페셜 팀

- 아랑전설 3 빌리 칸

- 오로치 사천왕으로 각성한 뉴페이스 팀

- 불꽃의 운명의 크리스
- 미쳐 날뛰는 번개의 셸미
- 메마른 대지의 야시로

## 발매

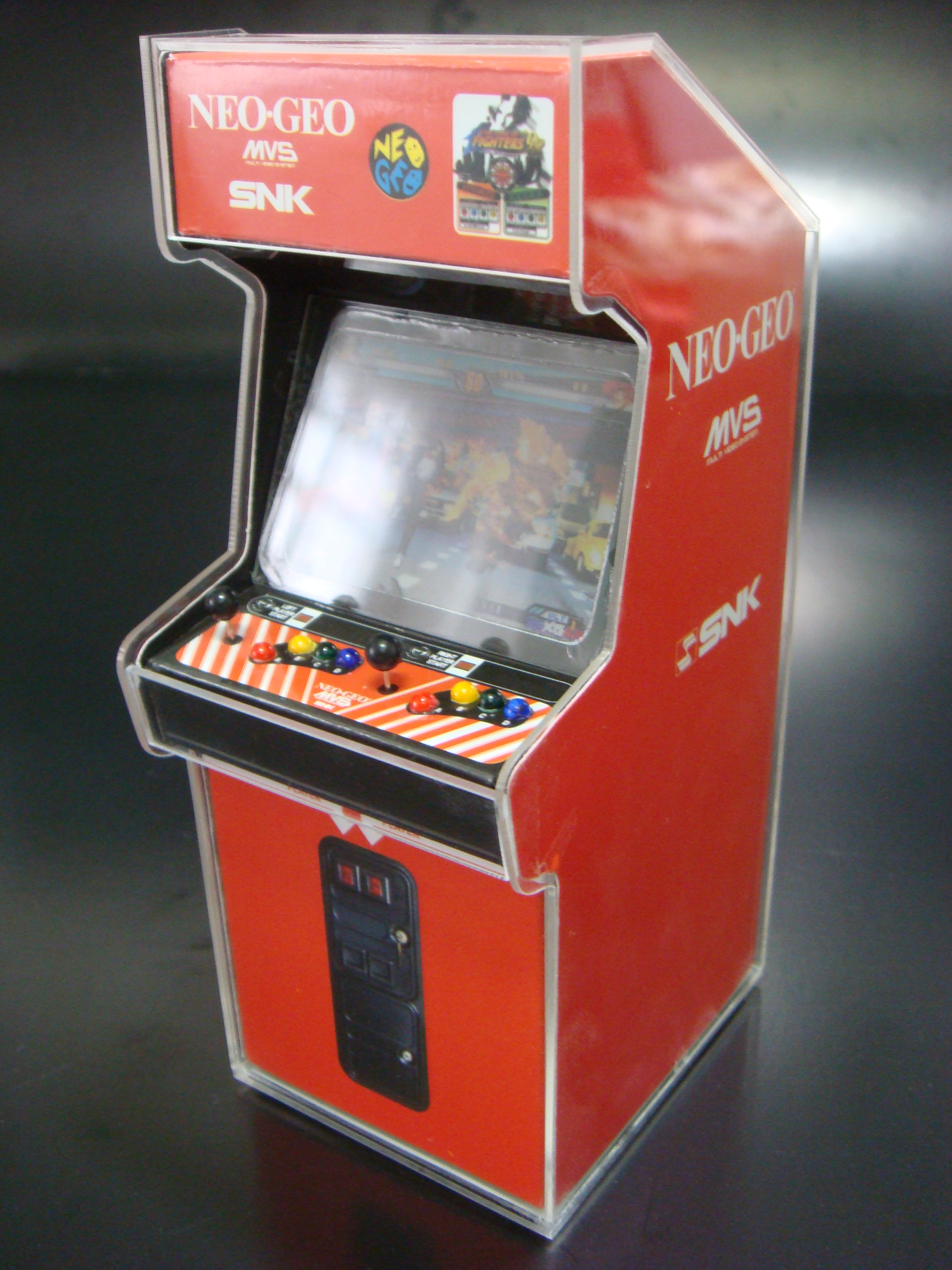
네오지오 MVS판 아케이드 캐비넷 모습

아케이드 전용으로 1998년 7월 23일에 최초로 발매됐다. 그 후 같은해 9월 23일 가정용 네오지오 콘솔로 출시됐으며, 12월 23일에는 네오지오 CD판이 발매됐다. 1999년 3월 25일에는 캐릭터 애니메이션 일부가 삭제된 플레이스테이션판이 출시됐다. 플레이스테이션판은 아지텍을 통해 북미와 유럽 지역에도 배급됐다. 드림캐스트판은 1999년 6월 24일에 출시됐는데, 발매연도를 반영해 《더 킹 오브 파이터즈: 드림매치 1999》(The King of Fighters: Dream Match 1999)라는 제목으로 변경됐고 새로 그린 애니메이션 오프닝이 추가됐다.

### 《더 킹 오브 파이터즈 '98 얼티밋 매치》
2008년에 타이토 타입 X 아케이드 기판으로 리메이크 《더 킹 오브 파이터즈 '98 얼티밋 매치》가 출시됐다. 이 버전에는 기존 《KOF '98》에서 제외됐던 플레이어 캐릭터 (토도 카스미, 키사라기 에이지, 기스 하워드 등)과 보스들도 포함된 것이 특징이다.

## 평가
| 평가 |                                                 |
| --- | ----------------------------------------------- |
| 통합 점수 통합사 점수 게임랭킹스 SDC: 71% [ 5 ] PS2: 77% [ 6 ] X360: 74% [ 7 ] 메타크리틱 PS2: 73/100 [ 8 ] X360: 73/100 [ 9 ] iOS: 78/100 [ 10 ] NS: 80/100 [ 11 ] 평론 점수 평론사 점수 패미츠 30/40 IGN 7.8/10 넥스트 제네레이션 [ 12 ] TouchArcade iOS: [ 13 ] |                                                 |
| 통합 점수 |                                                 |
| 통합사 | 점수                                            |
| 게임랭킹스 | SDC: 71% PS2: 77% X360: 74%                     |
| 메타크리틱 | PS2: 73/100 X360: 73/100 iOS: 78/100 NS: 80/100 |
| 평론 점수 |                                                 |
| 평론사 | 점수                                            |
| 패미츠 | 30/40                                           |
| IGN | 7.8/10                                          |
| 넥스트 제네레이션 | [ 12 ]                                          |
| TouchArcade | iOS:                                            |